# Jakub Sieczko
Jakub Sieczko (ur. 8 kwietnia 1985 w Kielcach) – polski lekarz anestezjolog, socjolog, pisarz.

## Życiorys
Absolwent I Liceum Ogólnokształcącego im. Stefana Żeromskiego w Kielcach. Ukończył kierunek lekarski na Warszawskim Uniwersytecie Medycznym i socjologię w Collegium Civitas. Był instruktorem Związku Harcerstwa Polskiego w stopniu podharcmistrza, w latach 2007–2010 szefem Harcerskiej Szkoły Ratownictwa ZHP. W 2009 za działalność harcerską został odznaczony przez Prezydenta RP Brązowym Krzyżem Zasługi.
Jesienią 2021 był koordynatorem grupy Medycy na granicy – inicjatywy osób z wykształceniem medycznym, które udzielały pomocy imigrantom i uchodźcom na pograniczu polsko-białoruskim. W 2022 otrzymał za tę działalność Nagrodę im. Jana Rodowicza „Anody” przyznawaną przez Muzeum Powstania Warszawskiego.
Jego debiutancka książka – reportaż literacki Pogo ukazała się w 2022 nakładem wydawnictwa Dowody na Istnienie. Opisuje sześć lat pracy autora w pogotowiu ratunkowym na warszawskim Grochowie. Pogo znalazło się wśród pięciu książek-finalistek XIV edycji Nagrody im. Ryszarda Kapuścińskiego, było nominowane do tytułu Debiutu Roku 2022 w plebiscycie portalu Lubimy Czytać, książka została również nagrodzona Kryształową Kartą Polskiego Reportażu - Nagrodą Publiczności. Adaptacja teatralna Pogo w reżyserii Kingi Dębskiej została wystawiona w warszawskim Teatrze Polonia, spektakl zaprezentował również Teatr Telewizji. Jakub Sieczko otrzymał nagrodę za najlepszy oryginalny polski tekst dramatyczny na XXIV Festiwalu Teatru Polskiego Radia i Teatru Telewizji Polskiej Dwa Teatry. Adaptację teatralną Pogo w reżyserii Małgorzaty Bogajewskiej wystawiono również w Teatrze Ludowym w Krakowie.
Mieszka w Warszawie. Jest specjalistą anestezjologii i intensywnej terapii. Pracuje w jednym z warszawskich szpitali i w Lotniczym Pogotowiu Ratunkowym.
Inicjator akcji nazwania jednej z alejek w Parku Agrykola imieniem George’a Harrisona.